# Charly (marca)
Charly es una compañía mexicana que se dedica al diseño, desarrollo, fabricación y comercialización de calzado, ropa deportiva y otros productos relacionados con el deporte y la moda que compite en México con grandes empresas multinacionales, como Nike y Adidas. Charly es también la distribuidora oficial de Skechers en México. Su sede principal se encuentra en León, Guanajuato, México. Fue fundada en 1949, en la ciudad de León, Guanajuato, México,

## Colección
Dentro de la colección que Charly ofrece se encuentran las líneas de productos:
- Fútbol
- Running
- Entrenamiento
- Lifestyle
- Walking
- Sandalias
- Niños

## Historia
Fue fundada en 1949, en León Guanajuato, México. No fue hasta los últimos años que empezó a obtener un poco más de relevancia en el panorama deportivo en México, esto a raíz de que en 2010 Charly se convirtió en la distribuidora oficial de la gran multinacional estadounidense, Skechers, que cuando regresó a México provocó un gran impacto en el panorama de calzado deportivo, lo cual benefició también a la empresa mexicana, Charly.
Lo que hizo que Charly se consolidara como una empresa mexicana relevante, fue el lanzamiento en 2014 de una línea especializada para el fútbol, donde se encuentran zapatos, jerséis de equipos mexicanos profesionales, entre otros. Lo cual para muchos potenciales compradores representó una nueva opción en el mercado del calzado futbolístico, con muchas opciones más económicas que las grandes marcas internacionales, pero con una buena calidad.

## Patrocinio
Antes de 2014 la compañía uniformaba a un equipo de la Liga Ascenso MX, a diferencia de hoy que ha pasado a uniformar a nueve equipos profesionales del fútbol mexicano.
 México
- Dorados de Sinaloa (2015-)
- Puebla (2015-2018)
- Veracruz (2015-2019)
- Universidad de Guadalajara (2016-2018)
- Necaxa (2017-2020)
- Tampico Madero (2017-2022)
- Tijuana (2017-)
- Pachuca (2018-2025)
- Pachuca // Skechers (2025-)
- Santos Laguna (2018-)
- Atlas (2020-)
- Querétaro (2020-2024)
- Club León (2021-)

 Chile
- Everton (2020-)

## Auspicio
La marca Charly también está presente en los uniformes de fútbol de Club de Cuervos, una serie de comedia y dramática mexicana, creada por Gaz Alazraki y Michael Lam. El estreno de la serie se dio a conocer por Netflix, y trata sobre el conflicto de poder de la familia Iglesias por el control del equipo de fútbol "Los Cuervos de Nuevo Toledo".

Netflix
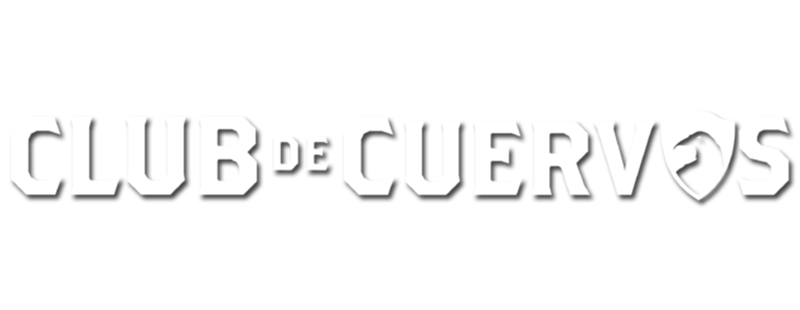
Club de Cuervos

## Colaboraciones
Entre las estrellas que están realizando colaboraciones y patrocinios con Charly se encuentran:
- Julio Furch
- Ismael Valadéz
- Luis Montes
- Rodolfo Pizarro
- Osvaldo Martínez
- André Pierre Gignac
- Héctor Moreno

## Tiendas
La compañía posee alrededor de 168 tiendas Charly en todo el país y más de 3500 puntos de venta en tiendas de autoservicio y departamentales, zapaterías en general y tiendas especializadas en productos y accesorios deportivos.